# ReFS
ReFS (Resilient file system), кодовое имя Protogon — локальная файловая система, доступная в Windows Server 2012 и более новых, Windows 8.1 и более поздних версиях (возможность создания тома ReFS удалена в Windows 10 Fall Creators Update 2017, за исключением Windows 10 Enterprise и Pro для рабочих станций). Является дальнейшим развитием NTFS. ReFS поддерживает точки повторной обработки (reparse points) — технологию, которая ранее содержалась только в файловой системе NTFS.
В ReFS имеется поддержка символьных ссылок и точек монтирования в Windows, отсутствует поддержка именованных альтернативных файловых потоков (на октябрь 2017 года).
ReFS не поддерживается Windows 7 и более ранними системами.
На 2023 год загрузка Windows 11 с раздела ReFS возможна. Windows 11 24h2 и Server 2025 позволяет установиться на ReFS раздел с форматированием через diskpart.

## Особенности
ReFS доступна в ОС Windows в составе инструмента Дисковое пространство (англ. Storage Spaces).
Среди основных особенностей:
- Улучшенная надёжность хранения информации на диске структур. ReFS использует B+-деревья[8] (принцип, сходный с хранением данных в реляционных СУБД) как для метаданных, так и для содержимого файлов. Размеры файлов, томов, количество файлов в каталоге ограничены лишь 64-битным числом, что соответствует размеру файла в 16 эксбибайт, размеру тома в 1 йобибайт (при использовании кластеров данных размером 64 КиБ). Свободное место на диске описывается 3 отдельными иерархическими таблицами для малых, средних и больших фрагментов свободного пространства. Имена файлов и длина пути ограничена 32 кибибайтами, для их хранения используется Unicode.[источник не указан 469 дней]
- Поддержка стратегии Copy-on-write (копирование при записи, выделение при записи) для метаданных[8], при которой любые транзакции файловой системы не перезаписывают старые метаданные, а записываются в новый блок и организуются в пачки. Для всех метаданных в ReFS используются 64-битные контрольные суммы, хранящиеся независимо. Данные файлов могут иметь контрольную сумму в отдельном потоке (атрибут «integrity»). В случае, если содержимое файлов или метаданных не соответствует контрольным суммам, не требуется отключения файловой системы для удаления или восстановления таких данных. За счет встроенных проверок ReFS не требует регулярного использования утилит проверки диска типа CHKDSK.[источник не указан 469 дней]
- Совместимость со старыми API[8], поддержка многих особенностей NTFS, например, шифрование BitLocker, Access Control Lists, USN Journal, уведомления об изменениях[10], символьные ссылки, junction point, точки монтирования, reparse point, «теневых» копий, идентификаторов файлов, NTFS oplock. ReFS интегрируется с технологией виртуализации носителей данных Storage Spaces[8], которая позволяет применять зеркалирование и объединять несколько физических носителей, как в рамках одного ПК, так и через сеть[11]. При использовании зеркалирования ReFS может обнаруживать и исправлять сбойные копии файлов в процессе data scrubbing, при котором проводится фоновая сверка контрольных сумм.
- Многие возможности NTFS не поддерживаются в ReFS, включая именованные потоки файлов, NTFS Distributed Link Tracking (DLT), короткие имена файлов (формат 8.3), сжатие файлов[12], шифрование на уровне файлов Encrypting File System, транзакции NTFS, жёсткие ссылки, extended attributes и дисковые квоты[4][8]. Разреженные файлы (Sparse files) поддерживаются в RTM[13][14].
В Windows Server 2012 не поддерживается загрузка с ReFS. Ввиду отсутствия поддержки именованных потоков ReFS не может быть использована для размещения экземпляров MS SQL, включая версию 2012[15].

В Windows 10 1709 Microsoft убрала поддержку создания и форматирования разделов в ReFS. Полная поддержка файловой системы сохранилась только в редакциях «Корпоративная» и «Pro Для рабочих станций», в других редакциях сохранилась только возможность чтения и записи.
Поддержка символьных ссылок и точек монтирования Windows реализована в ReFS через точки повторной обработки.
На октябрь 2017 года в ReFS отсутствует поддержка именованных альтернативных потоков файлов, имеющихся в NTFS.

## История версий и совместимость
ReFS существует в нескольких разных версиях с разной совместимостью между операционными системами. Как правило, более новые версии операционных систем могут монтировать файловые системы, созданные с помощью более ранних версий ОС. Некоторые функции могут быть несовместимы с набором функций ОС. Версия, размер кластера и другие особенности файловой системы можно узнать с помощью команды fsutil fsinfo refsinfo volumename.
- 1.1: Оригинальная версия, появившаяся в Windows Server 2012.
- 1.2: Использовалась по умолчанию для форматирования в Windows 8.1, Windows 10 (1507—1607), Windows Server 2012 R2 и при указании ReFSv1 в Windows Server 2016. Можно использовать альтернативные потоки данных на Windows Server 2012 R2.
- 9.2: Могла быть использована для форматирования в Windows 10 Technical Preview build 9841 — 9860, а также в Windows Server 2016 TP1. Не может быть смонтирована в Windows 10 Build 9879 и Windows Server 2016 R2 или выше.
- 11.2: Могла быть использована для форматирования в Windows 10 Technical Preview build 9879. Не может быть смонтирована в сборке 9926 и выше.
- 12.2: Могла быть использована для форматирования в Windows 10 Technical Preview build 9926. Не может быть смонтирована в сборке 10041 и выше.
- 22.2: Могла быть использована для форматирования в Windows 10 Technical Preview build 10049 и более ранних сборках. Не может быть смонтирована в сборке 10061 и выше.
- 2.0: Использовалась по умолчанию для форматирования в Windows Server 2016 TP2 и TP3. Не может быть смонтирована в Windows 10 Build 10130 и выше, а также в Windows Server 2016 TP4 и выше.
- 3.0: Использовалась по умолчанию для форматирования в Windows Server 2016 TP4 и TP5.
- 3.1: Использовалась по умолчанию для форматирования в Windows Server 2016 RTM.
- 3.2: Использовалась по умолчанию для форматирования в Windows 10 (1703) и Windows Server Insider Preview build 16237. Может быть отформатирован в Windows 10 Insider Preview 15002 или новее (по умолчанию стала использоваться в сборках между 15002 и 15019). В серверной редакции поддерживается дедупликация.
- 3.3: Использовалась по умолчанию для форматирования в Windows 10 Enterprise (1709) (возможность создания дисков с файловой системой ReFS была удалена из Windows 10 в редакциях Home и Pro в сборке 16226, осталось только поддержка чтения/записи[17].) и Windows Server (1709) (начиная с Windows 10 Enterprise Insider Preview build 16257 и Windows Server Insider Preview build 16257).
- 3.4: Используется по умолчанию для форматирования в Windows 10 Enterprise v1803 – v1809 и Windows Server 2019 v1803 – v1809.
- 3.5: Добавлена поддержка hardlink (сборки 19536 или 21H1).
- 3.7: Входит в состав Windows 11

### Поддержка ReFS в ОС Windows
| ReFS                                    | Windows Server 2012 | Windows 8.1, Server 2012 R2 | Windows 10 v1507 – v1607 | Windows Server 2016 TP2, TP3 | Windows Server 2016 TP4, TP5 | Windows Server 2016 RTM | Windows 10 v1703 | Windows 10 v1709, Windows Server 1709 | Windows 10 v1803 – v1809, Windows Server 2019, 1803 – 1809 | Windows 11 v21H1 – 2022,5 Windows Server 2022 |
| --------------------------------------- | ------------------- | --------------------------- | ------------------------ | ---------------------------- | ---------------------------- | ----------------------- | ---------------- | ------------------------------------- | ---------------------------------------------------------- | --------------------------------------------- |
| 1.1                                     | Default             | Да                          | Да                       | Да                           | Да                           | Да                      | Да               | Неизвестно                            | Да                                                         | Да                                            |
| 1.2                                     | Да                  | Default                     | Default                  | Да                           | Да                           | Да                      | Да               | Да                                    | Да                                                         | Да                                            |
| 2.0                                     | Нет                 | Нет                         | Нет                      | Нет                          | Default                      | Нет                     | Нет              | Нет                                   | Нет                                                        | Нет                                           |
| 3.0                                     | Нет                 | Нет                         | Нет                      | Нет                          | Нет                          | Да                      | Да               | Да                                    | Да                                                         | Да                                            |
| 3.1                                     | Нет                 | Нет                         | Нет                      | Нет                          | Нет                          | Default                 | Да               | Да                                    | Да                                                         | Да                                            |
| 3.2                                     | Нет                 | Нет                         | Нет                      | Нет                          | Нет                          | Нет                     | Default          | Да                                    | Да                                                         | Да                                            |
| 3.3                                     | Нет                 | Нет                         | Нет                      | Нет                          | Нет                          | Нет                     | Нет              | Default                               | Да                                                         | Да                                            |
| 3.4                                     | Нет                 | Нет                         | Нет                      | Нет                          | Нет                          | Нет                     | Нет              | Нет                                   | Default                                                    | Да                                            |
| 3.7                                     | Нет                 | Нет                         | Нет                      | Нет                          | Нет                          | Нет                     | Нет              | Нет                                   | Нет                                                        | Default                                       |
| Комментарии к таблице 1. 2. 3. 4. 5. 6. |                     |                             |                          |                              |                              |                         |                  |                                       |                                                            |                                               |

## Известные проблемы
Стороннее ПО все еще не тестируется должным образом на текущий момент 2025го года и запуск игр на разделе с ReFS и установленной Windows на нем же, приводит к ложным срабатываниям античитов.